# Yves Deroff
Yves Deroff (Maisons-Laffitte, 29 agosto 1978) è un ex calciatore francese, di ruolo difensore.

## Caratteristiche tecniche
Giocava come terzino destro.

## Palmarès

### Club
- Campionato francese: 1

Nantes: 2000-2001
- Coppa di Francia: 2

Nantes: 1998-1999
Guingamp: 2008-2009
- Coppa di Lega francese: 1

Strasburgo: 2004-2005

### Nazionale
- Europeo Under-19: 1

Islanda 1997